# 深红龙胆
深红龙胆（学名：Gentiana rubicunda）是龙胆科龙胆属的植物，为中国的特有植物。分布于中国大陆的湖北、贵州、湖南、云南、甘肃、四川等地，生长于海拔520米至3,300米的地区，一般生长在岩边、山坡草地、溪边、林下、路边、荒地以及山沟。

## 别名
小儿血参、路边红、瓜米草

## 变种
- 大花深红龙胆（学名：Gentiana rubicunda var. purpurata）是龙胆科龙胆属深红龙胆的变种，为中国的特有植物。分布于中国大陆的四川等地，生长于海拔2,400米至2,700米的地区，见于路边和山坡荒地，
- 二裂深红龙胆（学名：Gentiana rubicunda var. biloba）是龙胆科龙胆属深红龙胆的变种，是中国的特有植物。分布于中国大陆的贵州、湖北、四川等地。
- 小繁缕叶龙胆（学名：Gentiana rubicunda var. samolifolia）是龙胆科龙胆属的植物，为中国的特有植物。分布在中国大陆的贵州、湖北、湖南、四川等地，生长于海拔900米至3,000米的地区，多生在林下、潮湿草地、山坡草地、灌丛中、山谷沟边、山坡路旁或林缘。